# Mellanrikslag
Mellanrikslag, (norska: mellomriksloven) var en lag som instiftades under 1825 under unionstiden för att underlätta handel mellan Sverige och Norge. Lagen fick stor betydelse, i synnerhet för Norges utveckling.

## Historik
Mellanrikslag används stundom i vidsträckt bemärkelse som beteckning för gemensamma eller likalydande lagar i två grannstater, varigenom något gemensamt intresse eller förhållande regleras lagstiftningsvägen, under förutsättning av viss varaktighet för lagstiftningens giltighet, till exempel den svensk-norska riksakten av 1815 och samma års förordning om Sveriges och Norges inbördes skeppsfart och handel. Dylika lagar gäller i det ena landet, endast så länge motsvarande föreskrifter förblir i kraft i det andra, vartdera riket äger i allmänhet rätt att ändra eller upphäva sin lag, om än vanligen med förbehåll, att sådan ändring eller sådant upphävande träder i kraft först viss tid efter därom fattat beslut. Där länderna har skilda regeringar, brukar överenskommelse om sådan "mellanrikslagstiftning" träffas genom internationellt fördrag eller faktiskt enande på förhand utan fördragsform. Exempel på dylika lagar som föregicks av en konvention är de svensk-danska lagarna 1861 om ömsesidig verkställighet av domar och utslag (benämningen "mellemrigslov" påträffas i dansk litteratur för dessa) ävensom de skandinaviska myntlagarna av 1873–76, vilka inleddes av konventioner dels emellan Sverige och Danmark, dels emellan Norge och Danmark. Till mellanrikslagar i nu avsedd bemärkelse kan däremot inte räknas sådana, i huvudsak överensstämmande lagar utfärdade för särskilda länder i vilka inget förbehåll gjorts om bestämmelsernas fortsatta giltighet, till exempel de skandinaviska växellagarna.
I inskränkt betydelse användes förr ordet "mellanrikslag" i dagligt tal för förordningarna angående Sveriges och Norges ömsesidiga handels- och sjöfartsförhållanden, vilka under den så kallade unionstiden efter 1814 ersatte de mellan fristående stater brukliga handels- och sjöfartsfördragen. Redan 25 maj 1815 utfärdades en förordning i ämnet, antagen som lag i Norge 25 oktober samma år.; ny författning i ämnet utkom i Sverige 24 maj 1825, i Norge 4 augusti 1827. Huvudgrunderna i denna var: att det ena rikets naturprodukter och tillverkningar i allmänhet kunde införas landvägen i det andra riket, utan att annan införseltull behövde erläggas än för vissa artiklar halv tull eller för eljest med införselförbud belagda varor 15 procent av värdet; att utländska varor, som i ena riket förtullats, fick mot halv tull införas landvägen i det andra (så vitt ej införselförbud förefanns); samt att vid varuförsel sjövägen de allmänna författningarna gällde, dock att för åtskilliga varor vid direkt införsel i ettdera rikets fartyg erlades endast halv tull eller, där varan eljest var underkastad införselförbud, 15 procent av värdet; varjämte även beträffande fartygs behandling medgavs ännu större ömsesidiga lättnader. Denna mellanrikslag förblev i kraft intill 1874, då en ny mellanrikslag utfärdades för Sverige 29 maj, för Norge 11 april, grundad på ömsesidig tullfrihet för inhemska varor – med vissa ur fiskalisk synpunkt uppställda undantag –, men full tull för utländska varor samt i allmänhet lika tullbehandling för varuforslingen, vare sig den skedde sjöledes eller landvägen. Halvtullsprincipen var här bibehållen endast för inhemsk spannmål (så vitt den i allmänhet var tullpliktig) vid direkt forsling sjöledes. I fråga om fartygens ömsesidiga rättigheter stipulerades full likställighet med inhemska. Emellertid föranledde vissa bestämmelser i lagen efter hand åtskilligt missbruk och missnöje samt skapade i Sverige yrkanden på lagens uppsägning. Vid 1886 års riksdag begärdes hos Kungl. Maj:t revision av lagen, och denna ledde till att riksdagen och stortinget 1887 antog vissa förändringar i lagen, genom vilka missbruken skulle stävjas. Med anledning av de i Sverige 1888 införda nya tullsatserna antogs 1890 en ny mellanrikslag med ytterligare restriktioner och bestämmelser om skärpt kontroll. Emellertid var även denna lag otillfredsställande för Sverige, och i riksdagsskrivelse den 11 maj 1895 begärdes dess uppsägning samt förhandlingar om en ny lag. En svensk-norsk kommitté tillsattes men kom ej till enighet. En motion om anhållan hos Kungl. Maj:t att söka åstadkomma en förlängning av lagen på ytterligare ett år avslogs av bägge kamrarna 1897, och samma år upphörde lagen att gälla. Sjöfarten och gränstrafiken mellan Sverige och Norge ordnades i stället genom bestämmelser, som utfärdades 28 maj 1897 att gälla för ett år och vilka sedermera årligen ersatts av nya.